# Юлий Хайнрих (Саксония-Лауенбург)
Юлий Хайнрих фон Саксония-Лауенбург (на немски: Julius Heinrich von Sachsen-Lauenburg; * 9 април 1586, Волфенбютел; † 20 ноември 1665, Прага) от род Аскани, е от 1656 до 1665 г. херцог на Саксония-Лауенбург и императорски фелдмаршал.

## Живот
Той е вторият син на херцог Франц II фон Захсен-Лауенбург (1547 – 1619) и втората му съпруга принцеса Мария от Брауншвайг-Волфенбютел (1566 – 1626), дъщеря на херцог Юлий фон Брауншвайг-Волфенбютел. По-големият му полубрат Август (1577 – 1656) става след смъртта на баща му херцог на Саксония-Лауенбург.
Юлий Хайнрих учи в университета в Тюбинген и започва служба при шведския крал Густав II Адолф. Той става като млад католик в очакване на епископство Оснабрюк.
През 1617 г. на императорска служба той командва полк срещу Република Венеция, след това е командир в Унгария. Император Фердинанд II го изпраща като посланик в двора на Дания. През 1619 г. Юлий Хайнрих образува рицарски орден заедно с графа на Алтхайм и с Карло I Гонзага, херцог на Невер, който е признат от папата през 1624 г.
През 1623 г. Юлий Хайнрих получава от императора господството Шлакенверт в Бохемия. В Шлакенвер Юлий Хайнрих си строи лукзозен дворец с парк, който става постоянната му резиденция.
През 1629 г. . Юлий Хайнрих става главнокомандващ на имперската войска в Полша и преговаря през 1632 г. за мирен договор с курфюрста на Саксония. Юлий Хайнрих е доверен близък приятел на Валенщайн и е подозиран, че участва в неговите нападки против императора. След убийството на Валенщайн той е арестуван и затворен във Виена. След мирния договор в Прага през 1635 г. той е освободен от затвора.
След смъртта на Фердинанд II той отново е в двора във Виена и Фердинанд III го изпраща в множество дипломатически мисии.
През 1656 г. Юлий Хайнрих последва по-големия си полубрат Август като херцог на Саксония-Лауенбург. Той е приет в литературното общество Fruchtbringende Gesellschaft.
Юлий Хайнрих умира от старост в Прага и е погребан в Шлакенверт.

## Фамилия
Първи брак: 7 март 1617 г. в Грабов с Анна от Източна Фризия (1562 – 1621), дъщеря на княз Едзард II. Бракът е бездетен.
Втори брак: 27 февруари 1628 г. в Тойзинг с Елизабет София фон Бранденбург (1589 – 1629), дъщеря на курфюрст Йохан Георг фон Бранденбург, с която има един син:
- Франц Ердман (1629 – 1666), херцог на Саксония-Лауенбург, ∞ 1654 принцеса Сибила Хедвига фон Саксония-Лауенбург (1625 – 1703)

Трети брак: 18 август 1632 г. във Виена с вдовицата Анна Магдалена Коловрат-Новохрадски († 1668), дъщеря на Вилхелм Попел фон Лобковиц, която му донася значими бохемски собствености. С нея той има децата:
- Юлий Хайнрих (1633 – 1634)
- Франциска (*/† 1634)
- Мария Бенигна Франциска (1635 – 1701), ∞ 1651 княз Октавио Пиколомини, херцог на Амалфи (1599 – 1656)
- Франц Вилхелм (*/† 1639)
- Франциска Елизабет (*/† 1640)
- Юлий Франц (1641 – 1689), херцог на Саксония-Лауенбург ∞ 1668 пфалцграфиня Хедвиг фон Зулцбах (1650 – 1681)